# Soso (moteur de recherche)
Pour les articles homonymes, voir Soso.
Soso (chinois simplifié : 搜搜 ; pinyin : Sōusōu, littéralement fouiller) est un moteur de recherche chinois.
Selon le classement Alexa, il a atteint en mars 2011, le 48e rang mondial et le 9e rang chinois en nombre de visites.
Selon la même source, en juin 2014, il atteint le 39e rang mondial et 11e rang chinois